# Jamajská koalice

Vlajka Jamajky

Jamajská koalice (něm. Jamaika-Koalition, také jamajské společenství, jamajský semafor nebo hovorově Schwampel (z německého schwarze Ampel "černý semafor“, protože se od Ampelkoalition, červeno-žluto-zelené koalice liší černou barvou) je v Německu hovorové označení koalice pravo-zelených stran. Odkazuje na barvy přisuzované politickým stranám veřejností a médii, které se shodují s barvami na vlajce Jamajky. Černá barva = na celoněmecké úrovni společenství Křesťanskodemokratické unie a Křesťansko-sociální unie Bavorska (CDU/CSU), žlutá barva = Svobodná demokratická strana (FDP) , zelená barva = Spojenectví 90/Zelení).

## Historie

### Zemské volby v Sársku 2009
Poprvé došlo k realizaci této uvedené koalice v rámci zemské koalice Křesťanskodemokratické unie (CDU), Svobodné demokratické strany (FDP) a Spojenectví 90/Zelených v německé spolkové zemi Sársko v roce 2009, a to zhruba šest týdnů po volbách. Sárským ministerským předsedou byl tehdy zvolen Peter Müller (CDU), v srpnu roku 2011 jej vystřídala v úřadu jeho stranická kolegyně Annegret Krampová-Karrenbauerová (CDU), která avšak následně uzavřenou Jamajskou koalici neudržela a v lednu roku 2012 ji byla nucena kvůli rozporům uvnitř FDP rozpustiti. Po ukončení tzv. Jamajské koalice byla v Sársku pod jejím vedením vedena jednání o uzavření tzv. velké koalice se sociálnědemokratickou stranou (SPD).  

### Zemské volby ve Šlesvicku-Holštýnsku 2017
Po zemských ve Šlesvicku-Holštýnsku, jež se konaly na začátku května 2017, ve kterých ztratila sociálnědemokratická strana (SPD) pod vedením svého ministerského předsedy Torstena Albiga vládnoucí pozici v této spolkové zemi, a to ve prospěch vítězné křesťanskodemokratické unie (CDU), byla uzavřena jamajská koalice pod vedením nově nastoupivšího ministerského předsedy Daniela Günthera (CDU).

### Rozhovory o jamajské koalici pro spolkovou vládu 2017
Volby do Spolkového sněmu dne 24. září 2017 přinesly velký úspěch FDP, když získala 10,4 % tzv. druhých hlasů (Zweitstimme) a po čtyřech letech se opět vrátila do celoněmeckého parlamentu. Velká zásluha na tomto úspěchu se přisuzuje předsedovi strany Christianu Lindnerovi.
Obě doposud opoziční resp. v Bundestagu nezastoupené strany, tedy Zelení (získali 8,9 % druhých hlasů ve volbách) a FDP, ihned po volbách v zásadě vyhlásily svou ochotu vyjednávat o vzniku vlády tzv. jamajské koalice pod vedením dosavadní kancléřky Angely Merkelové (CDU/CSU). Bylo však zjevné, že pro svou účast tyto dvě „malé“ strany zamýšlely klást dalekosáhlé požadavky. Podle zprávy listu Rheinische Post, převzaté také deníkem Frankfurter Allgemeine Zeitung, se již během prvního týdne po volbách ze dne 24. září 2017 setkali vedoucí představitelé těchto dvou stran, aby projednali možnosti společného odsouhlaseného postupu. Za FDP se setkání měli zúčastnit předseda strany Christian Lindner, místopředseda Wolfgang Kubicki a generální sekretářka Nicola Beerová. Za Zelené to měli být předseda strany Cem Özdemir, předsedkyně poslaneckého klubu Katrin Göringová-Eckardtová a ministr životního prostředí ve spolkové zemi Šlesvicko-Holštýnsko Robert Habeck. FDP chtěla podle těchto zpráv požadovat pro sebe velmi vlivné ministerstvo financí, jehož dosavadní šéf Wolfgang Schäuble na tuto funkci brzy po volbách rezignoval a stal se předsedou Bundestagu. Kromě toho měla FDP v úmyslu požadovat ministerstvo spravedlnosti a jedno další ministerstvo. Zelení by rádi dostali ministerstvo zahraničí, ministerstvo životního prostředí a rovněž jedno další ministerstvo.
Po pět týdnů trvajících rozhovorech, oficiálně označených jako sondování a ne jako vyjednávání, o možnosti vzniku nové vlády, těsně před půlnocí v neděli 19. listopadu 2017, opustil předseda FDP Christian Lindner spolu se svými stranickými kolegy zasedání v Berlíně a oznámil, že jeho strana FDP toto neúspěšné sondování za sebe ukončuje. Tím je prakticky vyloučen původně nastíněný vznik tzv. jamajské koalice. Důvodem pro postup FDP jsou nepřekonatelné rozpory se Zelenými, zvláště v otázce přistěhování rodinných příslušníků již v Německu bydlících uprchlíků, kteří nemají nárok na azyl nebo jinou formu trvalého pobytu. O dalším postupu se zatím úřadující spolková kancléřka Angela Merkelová dne 20. listopadu 2017 radila se spolkovým prezidentem Frankem-Walterem Steinmeierem. Protože Martin Schulz,
předseda Sociálnědemokratické strany Německa (SPD) v tentýž den opět vyloučil pokračování tzv. velké koalice s CDU/CSU v tomto legislativním období, naskýtá se prakticky jen možnost předčasných voleb. I ta je však spojena s velkými překážkami vzhledem k právním předpisům v německé ústavě. V této věci má značné pravomoci spolkový prezident.